# Whichaway-Nunatakker
Die Whichaway-Nunatakker (in Argentinien Nunataks Entre Ríos) sind Gruppe felsiger Nunatakker im ostantarktischen Coatsland. Sie erstrecken sich über eine Länge von 11 km und markieren die Südseite der Mündung des Recovery-Gletschers in das Filchner-Ronne-Schelfeis.
Aus der Luft gesichtet und 1957 besucht wurde es von Teilnehmern der Commonwealth Trans-Antarctic Expedition (1955–1958). Ihren Namen erhielten sie, weil der Expedition von hier aus der weitere Weg ins antarktische Inland zunächst unklar war. Namensgeberin der argentinischen Benennung ist die Provinz Entre Ríos.